# فهرست جنبش‌های جدایی‌خواه فعال در آسیا
این فهرست جنبش‌های جدایی‌خواه فعال در آسیا است. جدایی‌خواهی می‌تواند شامل خودمختارگرایی و تجزیه‌طلبی باشد، علیرغم اینکه «استقلال»، هدف اصلی بسیاری از جنبش‌های جدایی‌خواه است. بسیاری از جنبش‌های جدایی‌خواهانه، در نتیجه نابرابری‌های مذهبی، نژادی، اجتماعی و فرهنگی بین مردم خاص و اکثریت یا طبقه حاکم، در یک کشور، به وجود می‌آیند.

## معیار
مقالات موجود در این لیست باید دارای سه معیار باشند:
1. آن‌ها جنبش‌های فعال جاری، با اعضای فعال هستند.
2. آن‌ها به دنبال استقلال یا خودمختاری بیشتر برای یک منطقه جغرافیایی هستند (در مقایسه با استقلال شخصی).
3. آن‌ها شهروندان / مردم منطقه مورد مناقشه هستند و از کشور دیگری نمی‌آیند.

## ایران
استان خوزستان
- گروه قومی: عرب‌های خوزستان
  - کشور پیشنهادی:  الاحواز[۲]
  - سازمان‌های مبارز: جبهه مردمی دموکراتیک خلق عرب اهواز، جنبش آزادی‌بخش ملی اهواز، حزب رنسانس عرب اهواز، سازمان آزادی‌بخش اهواز، جنبش مبارزه عربی برای آزادی اهواز
  - گروه نماینده: حزب همبستگی دموکراتیک اهواز (عضو سازمان ملت‌ها و اقلیت‌های غیررسمی)

کردستان ایران
- گروه قومی: کردها
  - کشور پیشنهادی:  کردستان[۳]
  - حزب‌های سیاسی: حزب دموکرات کردستان ایران (عضو سازمان ملت‌ها و اقلیت‌های غیررسمی)
  - سازمان‌های مبارز: حزب حیات آزاد کردستان، حزب کومله کردستان ایران

آذربایجان ایران
- گروه قومی: آذری‌های ایرانی
  - کشور پیشنهادی:  آذربایجان جنوبی[۴][۵][۶] یا اتحاد با  جمهوری آذربایجان
  - گروه نماینده: جنبش بیداری ملی آذربایجان جنوبی،[۷][۸] سازمان مقاومت ملی آذربایجان[۹][۱۰][۱۱]

استان سیستان و بلوچستان
- گروه قومی: بلوچ‌ها
  - کشور پیشنهادی:  بلوچستان همراه با بلوچستان پاکستان[۱۲][۱۳] و مناطق با اکثریت بلوچ در افغانستان
  - سازمان‌های مبارز: جندالله (سابق),[۱۴][۱۵][۱۶] جیش‌العدل (اکنون)[۱۷][۱۸]

## چین
سین‌کیانگ
تبت

## گرجستان
اوستیای جنوبی

## عراق
اقلیم کردستان

## سوریه
روژاوا و ترکمنهای شمال سوریه

## بنگلادش
- درگیری تپه‌های چیتاگونگ (en:Chittagong Hill Tracts conflict)

## برمه/میانمار
مردم روهینگیا

## روسیه
امارت قفقاز
جمهوری یاقوتستان
جمهوری سیبری